# استانیسلاو لوبوتکا
استانیسلاو لوبوتکا (اسلواکی: Stanislav Lobotka؛ زادهٔ ۲۵ نوامبر ۱۹۹۴) بازیکن فوتبال اهل اسلواکی است که برای باشگاه ناپولی بازی می‌کند.
از باشگاه‌هایی که در آن بازی کرده‌است می‌توان به آ اس ترنچین، نورشلان، سلتاویگو و ناپولی اشاره کرد.
وی همچنین در تیم ملی فوتبال اسلواکی بازی کرده‌است.